# Matchless 6 HP
De Matchless 6 HP was een motorfiets die het Britse merk Matchless produceerde van 1909 tot 1911.

## Voorgeschiedenis
Matchless was in 1878 opgericht als rijwielfabriek door Henry Herbert Collier. In 1899 begon Collier te experimenteren met clip-on motoren van De Dion, die hij eerst boven het voorwiel, later onder het zadel en uiteindelijk bij de trapperas monteerde. In de loop van de jaren nul werd een flink aantal motorfietsmodellen gebouwd, altijd met inbouwmotoren van andere bedrijven, zoals MMC, MAG, Antoine, White & Poppe en vooral JAP. Collier's zoons Harry (1884) en Charlie (1885) kwamen al op jonge leeftijd in het bedrijf en zorgden voor veel reclame in de motorsport. Zij waren de mede-initiatiefnemers van de Isle of Man TT, die ze beiden (Charlie 2x en Harry 1x) wisten te winnen met motorfietsen uit het eigen bedrijf. Rond 1909 waren ze ook al betrokken bij de ontwikkeling van nieuwe modellen, waaronder hun eigen racemotoren. 

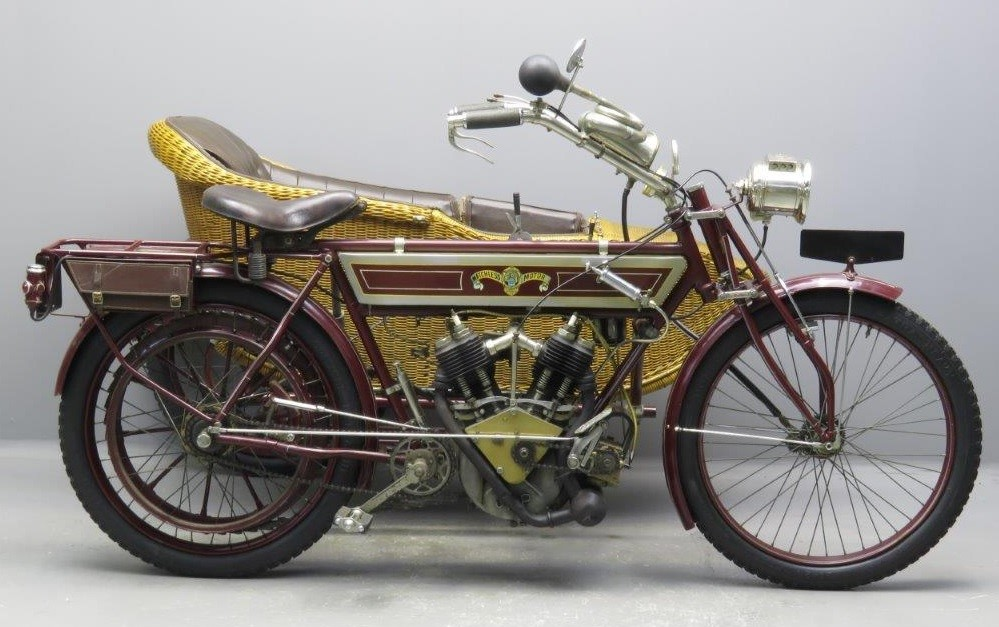
Aan de rechterkant van de machine is het JAP-V-twin blok goed te zien, maar ook twee stangen naar het achterwiel. De bovenste bedient de dummy belt rim brake, een rem die normaal op de binnenvelg van de aandrijfriem werkte (belt rim brake), maar de gebroeders Collier gebruikten hier een tweede, loze riemvelg aan de rechterkant. Vandaar de naam "dummy belt rim". De onderste stang bedient de (niet originele) Sturmey-Archer drieversnellingsnaaf in het achterwiel. Die naaf was in 1909 nog niet in zwang en is later (waarschijnlijk voor de Eerste Wereldoorlog) toegevoegd.

. 

## Matchless 6 HP
De Matchless 6 HP werd gebouwd als zijspantrekker. De motor was de 770cc-JAP-V-twin met directe riemaandrijving naar het achterwiel. De machine had een parallellogramvork met centrale veer aan de voorkant, het achterframe was ongeveerd en de machine moest het zonder versnellingen stellen. Daarom was het makkelijk dat de pedalen niet alleen voor het aanfietsen maar ook voor het meetrappen op hellingen konden worden gebruikt. Het model op de foto's is van een aantal accessoires voorzien: niet minder dan drie carbidlampen (voor, achter en op het zijspan), een stuurspiegel, een Jones-snelheidsmeter en een knijptoeter. Het 6 HP-model werd in elk geval van 1909 tot 1911 verkocht. In 1912 volgde het Matchless Model 7. 